# Alcétas (frère de Perdiccas)
Pour les articles homonymes, voir Alcétas.
Alcétas (en grec ancien Ἀλκέτας / Alkétas), mort en 320 av. J.-C., est un général macédonien durant les guerres des Diadoques. Il est le frère cadet de Perdiccas et l'un de ses principaux commandants en Anatolie où il tente de se tailler une principauté.

## Biographie
Sa première mention comme général d'Alexandre date de la campagne en Inde. En 322 av. J.-C., du fait des manœuvres d'Olympias, Alcétas est envoyé par Perdiccas marcher contre Cynané, la demi-sœur d'Alexandre, et sa fille Eurydice, promise à Philippe III Arrhidée. Mais les soldats macédoniens refusent de porter les armes contre une fille de Philippe II tant le prestige de la dynastie argéade reste grand. Alcétas finit tout de même par assassiner la courageuse Cynané près de Kelainai en Phrygie. Cet assassinat a pour conséquence d'accélérer la formation d'une coalition entre Antipater, Cratère et Antigone le Borgne contre Perdiccas.
Au printemps 321, Alcétas dirige avec Néoptolème les forces du chiliarque en Anatolie quand débarquent Antipater et ses alliés, Cratère et Antigone. Perdiccas choisit alors de marcher contre Ptolémée en Égypte et de confier le commandement en Asie Mineure à Eumène de Cardia, secondé par son frère. Mais celui-ci refuse de prendre part à l’expédition et se replie en Pisidie, à Termessos, car ses soldats « auraient honte de combattre contre Antipater [et] n’avaient que bons sentiments pour Cratère », sachant par ailleurs qu'il a auparavant œuvré à une conciliation entre Perdiccas et Antipater en proposant à son frère d’épouser la fille de ce dernier, Nikaia. Il semble s'être taillé une véritable principauté en Pisidie.
Après la mort de Cratère et de Néoptolème, tués à la bataille de l'Hellespont, Alcétas et une cinquantaine d'officiers de Perdiccas sont condamnés à mort par une « assemblée de l’armée » . Cette sentence est confirmée par les accords de Triparadisos au printemps 321. Antigone est désigné stratège d’Asie par Antipater avec pour mission de combattre les anciens partisans de Perdiccas. Antigone défait d'abord Eumène à la bataille d'Orcynia puis Alcétas à la bataille de Crétopolis en Pisidie au cours de l'année 320. Alcétas parvient à s'échapper avec une garde de Pisidiens, qui lui sont particulièrement fidèles, et se réfugie dans la cité de Termessos, jugée imprenable. Il se suicide quand il apprend que les habitants sont prêts à le livrer à Antigone.

### Sources antiques
- Diodore de Sicile, Bibliothèque historique [détail des éditions] [lire en ligne], XVIII.
- Plutarque, Vies parallèles [détail des éditions] [lire en ligne], Eumène.
- Justin, Abrégé des Histoires philippiques de Trogue Pompée [détail des éditions] [lire en ligne].